# マルコス・ブリトー
マルコス・エミリオ・ブリトー（Marcos Emilio Brito, 2000年3月6日 - ）は、ドミニカ共和国サン・ペドロ・デ・マコリス州サンペドロ・デ・マコリス出身のプロ野球選手（内野手）。右投両打。MLBのオークランド・アスレチックス傘下所属。

## 経歴
2016年7月にオークランド・アスレチックスと契約してプロ入り。
2017年、傘下のルーキー級ドミニカン・サマーリーグ・アスレチックスでプロデビュー。ルーキー級アリゾナリーグ・アスレチックスでプレー。2球団合計で58試合に出場して打率.222、1本塁打、25打点、9盗塁を記録した。
2018年はA-級バーモント・レイクモンスターズでプレーし、54試合に出場して打率.241、1本塁打、20打点、7盗塁を記録した。
2019年はA級ベロイト・スナッパーズでプレーし、62試合に出場して打率.181、2本塁打、13打点、3盗塁を記録した。